# Jul i Belgien
Jul i Belgien präglas av att barnen har två julklappsutdelare, Sinterklaas som kommer den 6 december, och den vanliga jultomten.
Veckorna före jul präglas av julhandel. I skolorna har man julfester.
Under juldagarna går många i kyrkan. medan man i hemmen firar med mat och släktträffar. Nyårsfirandet är också stort, och på trettondagsafton klär barnen ut sig till de Tre vise männen och sjunger sånger. Den som öppnar dörren brukar ge barnen pengar.